# Zoltán Kocsis
Dans le nom hongrois Kocsis Zoltán, le nom de famille précède le prénom, mais cet article utilise l’ordre habituel en français Zoltán Kocsis, où le prénom précède le nom.
Pour les articles homonymes, voir Kocsis.
Zoltán Kocsis, né le 30 mai 1952 à Budapest et mort le 6 novembre 2016 dans la même ville, est un pianiste, compositeur et chef d'orchestre hongrois.

## Biographie
Né à Budapest, Zoltán Kocsis commence son éducation musicale à l'âge de cinq ans, puis entre en 1963 au conservatoire Béla Bartók de Budapest où il étudie le piano et la composition. En 1968, il est admis à l'Académie de musique Franz-Liszt où il reçoit l'enseignement de Pál Kadosa, Ferenc Rados et György Kurtág, avant d'obtenir son diplôme en 1973.
Deux ans plus tard, en 1970, il fait ses débuts publics dans sa ville natale et remporte le Concours Beethoven de la radio hongroise. L'année suivante, il effectue sa première tournée de concerts aux États-Unis. En 1973, il devient le plus jeune lauréat du Prix Liszt et obtient également le Prix Kossuth en 1978.
Pianiste reconnu, il a joué avec les orchestres les plus prestigieux, l'orchestre symphonique de Chicago, la Dresden Staatskapelle, l'orchestre symphonique de San Francisco, l'orchestre philharmonique de New York, l'orchestre philharmonique de Londres, l'orchestre philharmonique de Vienne… Il joue également avec son compatriote Dezső Ránki. À partir de 1976, il enseigne à l'Académie Franz Liszt de Budapest.
Il enregistre l'intégrale des œuvres pour piano de Béla Bartók. Par ailleurs, il laisse des enregistrements remarquables d'œuvres de Debussy, Ravel, Liszt (concertos avec Iván Fischer), Sergueï Rachmaninov (concertos avec Edo de Waart), mais aussi Mozart. À la suite de Liszt, il transcrit pour piano un certain nombre de morceaux de Richard Wagner. Passionné de musique contemporaine, il dirige également le Studio de musique nouvelle de Budapest, et est notamment un promoteur et dédicataire de la musique de son compatriote, le compositeur György Kurtág, créant en particulier les œuvres ... Quasi una fantasia... et le Double concerto pour piano et violoncelle.
À partir de 1987, il travaille comme chef d'orchestre avec l'Orchestre du festival de Budapest, qu'il crée avec Iván Fischer en 1983, et l'Orchestre de la Philharmonie nationale hongroise, dont il est le directeur musical à partir de 1997.
Il s'intéresse aussi à la musicologie, la critique musicale et la composition, écrivant notamment un poème symphonique, Tchernobyl. 
Il était marié avec la pianiste Adrienne Hauser (hu) avec qui il a eu deux enfants : Márk (1987) et Rita (1988).
Il meurt le 6 novembre 2016 à Budapest des suites d’une grave pathologie cardiaque.